# اچ‌ام‌اس بریزن (۱۸۹۶)
اچ‌ام‌اس بریزن (۱۸۹۶) (به انگلیسی: HMS Brazen (1896)) یک کشتی بود. این کشتی در سال ۱۸۹۶ ساخته شد.